# 矢吹真吾
矢吹 真吾（やぶき しんご）は、SNK（SNKプレイモア）の対戦型格闘ゲーム『ザ・キング・オブ・ファイターズ』シリーズに登場する架空の人物。担当声優は子安武人。

## キャラクターの設定
『ザ・キング・オブ・ファイターズ』（以下『KOF』と表記）の第4作目である『KOF'97』（以下『'97』と表記）より登場する。
草薙京が通う高校の後輩で、テレビで放映された京の活躍（『KOF'96』）を見て、その強さに憧れて京に弟子入りする事を決心した高校生。だが、元々弟子を取る気のなかった京には「面白半分の弟子」かつ「いいパシリ」扱いされている。ただし、京も覚えの良さは評価しており、『KOF2001』（以下『2001』と表記）のエンディングでは「自分の仲間を見つけろ」とアドバイスしている。また、『KOF XII』では京は真吾を二階堂紅丸や大門五郎と並ぶ気心の知れた頼もしい仲間の一人として挙げている。『2001』のエピローグ以降は京の父・草薙柴舟にも師事する事になった。
『'97』では一般個人予選大会を勝ち進み、決勝大会出場を果たした。また、京から教えてもらった草薙流古武術は未完成の技だらけであるものの、自分流にアレンジしたり、打撃投げの「錵研ぎ」や当て身打ちの「月肘」など自分でも新技を編み出している。
使い走りとして普通の人間が歩いて30分、走って10分かかる距離のコンビニをわずか3分で行ってきたエピソードがある。場合によってはこの距離を2分で行ったことも。京からも「陸上部に向いている」と評された。
短ランに白いバンダナと、京の格好まで真似している（京との違いは、短ランのデフォルトカラーが青である点、Tシャツの裾を外に出している点、襟章のデザイン、靴がバスケットシューズである点）。『KOF'98』（以下『'98』と表記）以降は『'97』のエピローグで京に「ほうび」として貰った日輪の紋入りグローブを着用し宝物にしている。シリーズを通して『'98』以降は格好が変わっていない。
いつか京のように炎を出すことが夢であるが、草薙の血を引いていない一般人の真吾にはそれが不可能であるということに未だに気付いていない。ただし、柴舟に師事して以降の『KOF2003』（以下『2003』と表記）と『KOF XI』（以下『XI』と表記）では「毒咬み 未完成」を連発していると、たまに少々だが発火が起きて「あっ、なんか出た!」と言いながら慌てるポーズをとる。
京の宿敵である八神庵については、京の敵は自分の敵と一方的に宿敵としている。しかし、『XI』のストーリーで神楽ちづるの頼みを快く受け入れ、京と庵を組ませようと付きまとったりもしており、ちづるに代わって京と庵の後見人になろうとしている。ゲーム本編では2人に繋がりはないが、後述のドラマCDでのエピソードや小説版の『'98』でチームを組んでいる。『XI』のエンディングで暴走した庵に重症を負わされてしまって以降長らく出場が途絶えていたが、『KOF XV』（以下『XV』と表記）にて特別推薦枠という形でDLCキャラクターとして久々に参戦となった。
嬉野秋彦作の小説版では、『'97』では京達の足元にも及ばない実力（庵に一蹴され重傷を負う）→『'98』（『遺された者たち』）にて紅丸に実力を酷評されるもユリ・サカザキに勝利（ユリが真吾を侮っていた事もあったが）→『KOF'99』（以下『'99』と表記）では紅丸からも「弱くはない」と評される（K'には実力を疑問視されていたが）→『2001』ではそれなりの成長が本文中に言及される…と、作品を追う毎にある程度の成長を見せている。『遺された者たち』では京になりきろうとする戦闘スタイルが紅丸と大門に京の行方不明を思い起こさせる結果となり、我慢の限界に達した紅丸に激怒されたが、最終的には紅丸らが気に障るのを承知の上で、いつか自分の草薙流で京に追いつく事を誓っている。
『'98』で嫌いなものに「怖そうな人」として七枷社、山崎竜二、八神庵を挙げているが、『'97』において、ドラマCDでは一目惚れした神楽ちづるを庇って山崎に刺され重傷を負い、小説版では前述のように庵に挑んで重傷を負わされるという憂き目に遭っている。なお『KOF'98 ULTIMATE MATCH』（以下『'98UM』と表記）では、上記の3人による特殊エディットチーム「DETEST 'SHINGO' TEAM」が追加で設定されており、エンディングロール後の一枚絵で真吾も登場する。
真吾には彼女がいるが、ゲーム本編では登場していない。スタッフの話によれば、同じ学校に通う女生徒を真吾が「彼女」と思い込んでいるだけで、実際は単なる幼馴染みだという。なお、『2003』以降はプロフィールの大切なものから「彼女」が消えている。
嫌いなものの「牛乳」は朝から冷たいものを飲むと腹を下しやすいという体質のため。ホットミルクに関しても「表面に張る膜を見るのと、立ち上る匂いを嗅ぐのがたまらなく苦手」だという。
家族は父・母・姉・妹がおり、妹だけは真吾を応援しているが、格闘に関して両親は心配し姉は呆れている。
開発初期には「鈴木真吾」という名前であり、「入院中の母の代わりに多数の兄弟の面倒を見ており、母の入院費と生活費を稼ぐ手段として格闘を志し京に弟子入りした」という設定が考えられていたが、没となった。

### 子安武人との関係
真吾の声を担当する子安はかねてから格闘ゲームでの仕事を希望していて、この真吾役で初めて格闘ゲームのキャラクターを演じる事になった。
子安は自身のラジオ番組『子安・氷上のゲムドラナイト』で真吾の新技の名前（下記参照）を募集した事もある。その他にも、『'98』でのKO時の台詞もアドリブであった。子安曰く「心の叫びです」とのこと。

## 技の解説

### 通常投げ
釟鉄
京の使う同名の技と同じ。
一刹背負い投げ 不完全
京や柴舟の技と違い、単なる背負い投げ。

### 特殊技
外式・轟斧 カッコだけ
京の使う「外式・轟斧 陽」と同じモーションの踵落としだが、「カッコだけ」で中段判定ではない。『XV』で中段判定になり「カッコだけ」ではなくなったが、技名は「カッコだけ」が付いたままとなっている。

### 必殺技
「未完成」のついた技は草薙流古武術も参照。
百拾四式・荒咬み 未完成
『'97』では強攻撃からつながっている百拾四式･荒咬み（ただし炎は出ない）だった。『'98』（UM含む）では発生が早くなり、弱攻撃からでも連続技になる。また、食い込んでも反撃を受けないなど京の百拾四式･荒咬みに似た性質となっている。
百拾五式・毒咬み 未完成
いずれも技後の追加入力は無い。ただしランダムでクリティカルが発生し（『'97』『'98』『'98UM』のみ）、その時は若干だが技の攻撃力が高くなる。『'97』『'98』の頃は動きの癖のせいか踏み込むときに肘が入って2HITしていたが『'99』以降は拳のみになった。『2003』『XI』では、毒咬みを出した時にまれに炎らしきものが出、「なんか出た!」と真吾が驚く演出が入る。なお、その炎らしき物にも当たり判定がある。
百式・鬼焼き 未完成
オリジナルと異なり、無敵時間やガードポイントは無い。ただし技の判定がそこそこ強いので、通常の同系統の技よりも心持ち早めに技を出すと中途半端な、もしくは判定の弱い飛び込み技に対して、競り勝てることもある。
百壱式・朧車 未完成
前方上方へ飛び蹴りを放つ。本家は強で出すと二段蹴りから空中カカト落としで叩きつけるが、真吾の場合はカカト落としに失敗して頭から墜落（この落下時にも攻撃判定あり。シリーズによっては落下がランダム）したり、二段蹴りではなく弱の「朧車」を2連発するなどの違いがある。
弐百拾弐式・琴月 未完成
肘打ちの後、ハンマーパンチ（「外式・奈落落し」に似ている）で相手を地に叩きつける。その性質上、草薙流よりも八神流の「琴月」に近い仕様になっている。
『2001』ではストライカー動作にもなっている。
真吾キック
いわゆる飛び込み回し蹴り。やや京の「R.E.D.KicK」に似ているが真横に飛びながらの攻撃であったり、ヒットした相手は横に吹っ飛ぶ（京のはうつ伏せに倒れる）など性質は大きく異なる。モチーフになったのはタイガーマスクの技であり、『KOF2000』（以下『2000』と表記）のノベライズ（コメディ版）『STRIKERS STRIKE BACK』では「R.E.D.KicKの名前を勝手に変えて使っている」と激怒した京に、真吾は「R.E.D.KicK」との関連を否定した上で「タイガーマスクの技を見てコピーした」と弁明している。
真吾キックエアー
空中からの「真吾キック」。『2003』から使用可能になった。
真吾謹製 オレ式・錵研ぎ（にえとぎ）
回転しながらの二段肘打ちから飛び上がり、背中でふっ飛ばす打撃投げ。その際に浮かんだ相手に追撃が可能である。なお、『XI』で投げ失敗ポーズが付いた。
真吾謹製 オレ式・月肘（げっちゅう）
肘を打ち下ろす。その前に攻撃を受けると、仰け反ってその拍子に蹴り飛ばす（ただし、ほぼ相手の立ち通常技に対してのみ発動）。
前述の通りアーケード版『'98』当時は「ひじ落とし（仮）」という名称で名前を募集しており、通常とは異なるコマンドを入力することで「名前募集中!」というセリフが聞くことができた（技の性能は変化しない）。家庭用『'98』から現在の名称になり、ボイスも「月肘!（“Get you”を捩ったもの）」と技名をそのまま言うものに変わっている。『'98UM』では、名前の後ろに「（?）」が付けられている。
移動避け
緊急回避・前転と同じ動作。キャンセルで出せるのが利点。

### 超必殺技
バーニングSHINGO
「荒咬み 未完成」から始まる連続打撃。
『2000』までと『2003』以降(『XV』は除く)では構成が異なり、前者は通常版が「荒咬み 未完成→近距離立ち強パンチ→遠距離立ち強パンチ→釟鉄」、MAX版が「荒咬み 未完成→毒咬み 未完成→近距離立ち強パンチ→遠距離立ち強パンチ3回→釟鉄」、後者は通常版のみで「荒咬み 未完成」と「毒咬み 未完成」を交互に2回繰り返す。
なお、『2001』、『KOF2002』、『KOF NEOWAVE』では以下の「オレ無式」に取って代えられたため、使用していない。
外式・駆け鳳燐(げしき・かけほうりん)
ダッシュしてからふっ飛ばし攻撃の「外式・鳳麟」（肩での体当たり）を繰り出す。なお、「外式」と付いているのは「外式」の細かい意味を理解していなかった真吾の趣味によるネーミングであり、本来の「外式」の条件には当てはまらない（本技以降、真吾は超必殺技の名前に「外式」を使用していない）。また、オリジナルの「鳳麟」とは「リン」の漢字が異なっている。
この技を喰らって浮かんだ相手に対し追撃が可能。またMAX版は相手の防御が崩れる上に、技自体にキャンセルが掛けられるため様々な追撃が可能。
真吾謹製 オレ無式
京の「無式」を動作だけ真似したもの。火柱は出せないので打撃から始まり、「毒咬み 未完成」と「錵研ぎ（2段目まで）」を2回ずつ繰り出し、最後は「鬼焼き 未完成」で跳び上がった後に頭から落下する。
真吾謹製 オレ式・朧火車(おぼろかしゃ)
リーダー超必殺技。「朧車」の強化版。どんどん上昇していって最後に頭から落ちる。これを使える作品に限って、通常の「朧車」が使えない。
真吾謹製 オレ式・神塵(かむくら)
『KOF2002 UNLIMITED MATCH』におけるMAX2で、京の「神塵」を彼なりにアレンジしたもの。掴んだ敵に「遠距離立ち強パンチ→毒咬み 未完成→近距離立ち強パンチ→荒咬み 未完成」の順で攻撃を叩き込み、ふらついた敵への次の攻撃を手帳を開いて考え込んだ後、「錵研ぎ（2段目まで）」から「鬼焼き 未完成」に繋いで相手を吹き飛ばす。
真吾謹製 オレ式・大蛇突(おろちづき)
『KOF XV』における新技で、京の「大蛇薙」を彼なりにアレンジしたもの。「外式・駆け鳳燐」に代わって実装された。大きく前進しながら渾身の裏拳を繰り出す。MAX版は繰り出す瞬間、手元に小さな日輪のエフェクトが発生する。
クライマックスSHINGO
『KOF XV』におけるクライマックス超必殺技。大きく振りかぶってパンチを繰り出し、ヒットすると相手をロックして左右のショートアッパーからのジャンピングアッパーで空中に打ち上げ、瞳に炎を灯しながら跳び上がって頭突きで追撃する。

### ストライカー動作
やっちゃって下さい!
走って突進した後、相手の両足を掴んで動きを封じる。元ネタはADKの格闘ゲーム『痛快GANGAN行進曲』の草薙条がGANGAN必殺技で呼び出す子分・カツオの動作。

## 関連人物
- 草薙京 - 高校の先輩、師匠、チームメイト。
- 二階堂紅丸 - 京の盟友、チームメイト。
- 大門五郎 - 京の盟友、チームメイト。
- 草薙柴舟 - 京の父親、師匠、『KOF NW』のチームメイト。
- 八神庵 - 京のライバル、『KOF XI』でのチームメイト。
- 神楽ちづる - 京と庵の後見人、『KOF XI』で京と庵の後見人を依頼される。
- ユキ - 高校の先輩、京の彼女。
- K' - 『KOF'99』でのチームメイト。
- マキシマ - 『KOF'99』でのチームメイト。
- セス - 『KOF 2000』でのチームメイト、紅丸の知己。
- 麟 - 『KOF 2000』 『KOF 2002UM』でのチームメイト、不気味な人。
- ジョン・フーン - 『KOF 2002UM』でのチームメイト。
- クーラ・ダイアモンド  - 『KOF NW』のチームメイト。
- 藤堂香澄 - 『龍虎の拳』のキャラクター。対戦前に香澄が真吾に「手帳を見るな」という掛け合いが見られる。